# Erzählverhalten
Erzählverhalten, auch als Erzählperspektive bezeichnet, wird in der Erzähltheorie, im Sinne von Franz Karl Stanzel und in der Erzähltechnik wie folgt unterschieden:
- auktoriales Erzählverhalten:

der allwissende Erzähler, z. B.: „Georg kam rechtzeitig zum Termin und freute sich, er ahnte nicht, was auf ihn zukam“, besonders deutlich bei Kommentaren, Hinwendungen an den Leser, Digressionen usw. Außerdem greift der Erzähler in den Erzählvorgang ein, indem er die Vorgänge kommentiert, über Personen urteilt oder Hinweise auf zukünftige Ereignisse gibt. Der Leser wird durch die Geschichte geleitet.
- personales Erzählverhalten:

der Erzähler erzählt aus Sicht einer Figur, Figur ist Raumträger z. B.: „Georg sah auf die Uhr. Er würde rechtzeitig kommen. Jetzt sprang doch die Ampel auf Rot, Mist.“
- neutrales Erzählverhalten:

Fakten und Vorgänge werden sachlich beschrieben. Gespräche werden ohne Bemerkungen – wie bei einem Protokoll – wiedergegeben, z. B. Max von der Grün: Das Stenogramm.
- Ich-Erzählung:

Erzähler und handelnde Person sind identisch: „Ich verlasse die Anlagen und suche ein Zigarettengeschäft“, z. B. Ödön von Horváth: Jugend ohne Gott.
- unzuverlässiges Erzählen:

der Erzähler vermittelt absichtlich dem Leser ein falsches Bild von der (textimmanenten) Wirklichkeit (sog. unreliable narrator).